# Agrotis psammoda
Agrotis psammoda är en fjärilsart som beskrevs av Otto Staudinger 1895. Agrotis psammoda ingår i släktet Agrotis och familjen nattflyn. Inga underarter finns listade i Catalogue of Life.